# Gloskärs Fjärden
Gloskärs Fjärden är en fjärd i Åland (Finland). Den ligger i den östra delen av landskapet, 50 km öster om huvudstaden Mariehamn.